# سانتا ماریا در والیچلا
سانتا ماریا در والیچلا (انگلیسی: Santa Maria in Vallicella) نام کلیسایی در شهر رم ایتالیاست که در خیابان گوورنو وِکیو واقع شده‌است. نخستین ساختمان این کلیسا در قرن دوازدهم میلادی به دستور پاپ گریگوری یکم برپا شد. این کلیسا مجدداً در ۱۵۷۵ در دوران پاپ گریگوری سیزدهم بازسازی شد. نمای بیرونی ساختمان توسط «فائوستو روگزی» طراحی شد. محراب کلیسا نیز توسط فدریکو باروچی، نمای سقف توسط پیترو دا کورتونا و بخش‌های تخته‌سنگی و مسی محراب توسط پیتر پل روبنس طراحی و آذین‌بندی شد. در این کلیسا همچنین آثار و نقاشی‌هایی از کوزیمو فانچلی، ارکوله فراتا، جووانی لانفرانکو، کارلو رائینالدی و فدریکو باروچی وجود دارد.